# Aach (bei Trier)
Aach (bei Trier) este o comună din landul Renania-Palatinat, Germania.